# Felix Hausdorff
Felix Hausdorff (8 de noviembre de 1868-26 de enero de 1942) fue un matemático alemán de origen judío. Es considerado uno de los fundadores de la topología moderna. Además contribuyó significativamente a la teoría de conjuntos, la teoría descriptiva de conjuntos, la teoría de la medida, el análisis funcional y la teoría de funciones.

## Vida
Hausdorff nació en Breslavia en 1868, aunque poco después se mudó junto a su familia a Leipzig donde estudió matemáticas y astronomía. En 1899 se casó con Charlotte Goldschmidt, convertida al luteranismo en su juventud.
Desde 1902 y hasta 1910 fue docente en la universidad de Leipzig, año en que pasó a ser profesor de matemáticas en Bonn hasta 1913. Fue profesor en Greifswald desde 1913 hasta 1921, año en que volvió a la universidad de Bonn.
El 15 de marzo de 1933 Adolf Hitler proclama el Tercer Reich. Poco después el 1 de abril se organiza un boicot a los negocios judíos y el 7 de abril entra en vigor la Ley para la Restauración de la Función Pública, que impedía trabajar a los judíos para la administración del Estado. Esta ley supuso que fueran despedidos entre 1933 y 1935 sesenta de los doscientos profesores de matemáticas que contaban las universidades alemanas. Debido a que Hausdorff había servido en su juventud como voluntario en la infantería alemana, donde alcanzó el rango de vice-sargento, se le aplicó una exención de la ley y continuó como catedrático en Bonn hasta jubilarse en 1935 a los 67 años.
En octubre de 1941 se obligó al matrimonio a llevar la estrella de David y a finales de año se les comunicó primero que serían deportados a Colonia y después a mediados de enero de 1942 que serían internados el 29 de enero en Endenich, un barrio de Bonn. En ambos casos, pasos previos a su internamiento en un campo de exterminio. El 25 de enero escribió en una carta:

Para cuando reciba estas líneas habremos resuelto nuestro problema; aunque será de la forma en que usted, incansablemente, ha intentado disuadirnos.

Pocas horas después se suicidó junto a su mujer y su cuñada, Edith, mediante una sobredosis de veronal. Sus restos fueron incinerados y llevados al cementerio de Poppelsdorf.

## Obra
En 1909, mientras ahondaba en el estudio de conjuntos parcialmente ordenados de sucesiones de números reales, encontró lo que hoy conocemos como el principio maximal de Hausdorff; con lo que fue el primero en aplicar un principio maximal en Álgebra. En su obra clásica de 1914 Grundzüge der Mengenlehre, definió y estudió los conjuntos parcialmente ordenados de manera abstracta, usando el axioma de elección, y probó que todo conjunto parcialmente ordenado tiene un subconjunto maximal linealmente ordenado. En este mismo libro, axiomatizó el concepto topológico de entorno e introdujo los espacios topológicos conocidos como espacios de Hausdorff. En 1914, usando el axioma de elección, obtuvo una descomposición "paradójica" de la 2-esfera como la unión disjunta de cuatro conjuntos A, B, C y Q, donde Q es numerable y los conjuntos A, B, C y B{\displaystyle \cup }C son mutuamente congruentes. Esto inspiró más tarde la descomposición de la esfera en tres dimensions de Banach-Tarski.
Hausdorff introdujo asimismo los conceptos medida de Hausdorff y dimensión de Hausdorff, que son cruciales en el estudio de la teoría de fractales. En Análisis, resolvió lo que llamamos hoy problema del momento de Hausdorff. Nuestro biografiado publicó aún trabajos filosóficos y literarios bajo el seudónimo de "Paul Mongré".

## Publicaciones importantes
- Grundzüge der Mengenlehre